# Polenci
Polenci – wieś w Słowenii, w gminie Dornava. W 2018 roku liczyła 186 mieszkańców.